# Zeche Schultenkämperbank
Die Zeche Schultenkämperbank ist ein ehemaliges Steinkohlenbergwerk in Essen-Horst-Eiberg. Das Bergwerk war auch unter den Namen Zeche Schulten Kaemper Banck, Zeche Schultenkemperbank, Zeche Schultenkampsbanck und Zeche Schultenkämperbank in der adligen Baut bekannt.

## Bergwerksgeschichte
Bereits um das Jahr 1734 wurde in dem Grubenfeld durch das Kohlenbergwerk im Schulten Kamp abgebaut. Ab dem Jahr 1740 war die Zeche Schultenkämperbank unter dem Namen Zeche Schultenkampsbanck für mehrere Jahre in Betrieb. Es wurde in geringem Umfang Kohle abgebaut. Das Stollenmundloch des Bergwerks befand sich an der Ruhr in der Nähe des heutigen Ruhrmannshof. Im Jahr 1750 wurde das Bergwerk, obwohl es noch Vorräte hatte, außer Betrieb genommen. Im darauffolgenden Jahr wurde eine erneute Mutung eingelegt. Im Jahr 1753 wurde am Schultenkamp mittels Schacht abgebaut. Ab dem Jahr 1755 war das Bergwerk in Betrieb. Der Stollen wurde aus der Wiese von Schulte in westlicher Richtung aufgefahren. Die abgebauten Kohlen wurden über den neuen Schacht gefördert. In diesem Jahr war das Bergwerk mit vier Bergleuten belegt. Im Jahr 1772 wurde mit der Lieferung von Kohlen nach Kleve über die Ruhr und den Rhein begonnen. Am 20. Oktober 1792 wurden zwei Längenfelder verliehen, davon eines innerhalb und eines außerhalb des Bezirks Horst. Im Jahr 1796 waren die Schächte 1, 2 und 7 in Betrieb. Im Jahr 1800 war der Schacht Juliana in Betrieb. Am 4. Januar 1801 wurde das Bergwerk wegen Absatzmangels in Fristen gelegt. Im Jahr 1814 wurde das Bergwerk stillgelegt, von sämtlichen Kuxen des Bergwerks waren mittlerweile 46 Kuxe beim Fiskus. In den Jahren 1819 bis 1823 wurde wieder Abbau betrieben. Im Jahr 1834 erging ein Verkaufsangebot der königlichen Kuxe. Ab dem 9. Juni 1838 wurde das Bergwerk wieder mit Bergleuten belegt. Es wurden bis zum darauffolgenden Jahr Aufwältigungsarbeiten durchgeführt. Im November des Jahres 1839 wurde die Zeche Schultenkämperbank endgültig stillgelegt. Grund für diese Stilllegung war die Unbauwürdigkeit der Lagerstätte. Im Jahr 1871 konsolidierte das innerhalb des Bezirks Horst liegende Feld mit der Zeche Wecklenbank zur Zeche Horst. Im Jahr 1940 konsolidierte das Feld zur Zeche Vereinigte Wohlverwahrt. Das restliche Feld konsolidierte später zur Zeche Eiberg.